# Ortalis columbiana
Ortalis columbiana là một loài chim trong họ Cracidae. Loài chim này sống chủ yếu trong rừng và rừng thưa ở các thung lũng giữa dãy núi Andes ở Colombia.